# Beata munda
Beata munda là một loài nhện trong họ Salticidae.
Loài này thuộc chi Beata. Beata munda được Arthur Merton Chickering miêu tả năm 1946.